# 一个可能的重质量荷电粒子
一个可能的重质量荷电粒子是1972年10月云南高山站发现的一个可能质量大于10GeV/c²的重质量粒子。这一发现发表后引起较大关注，至今仍是悬案。

## 概述
1972年6月云南落雪山宇宙线实验站的高山站磁云室发现。上报各级领导，征求朱光亚、李政道等学者意见后，10月，以“原子能研究所云南站”名义发表《一个可能的重质量荷电粒子事例》，后又翻译成英文发表于《中国科学》，文章认为该粒子的质量可能大于12GeV/c²（超过质子十倍），而小于1GeV/c²的几率小于千分之二，该粒子“很难解释为已知的粒子”。 文章发表后引起广泛关注，1973年10月13日周恩来曾为此询问张文裕。后况浩怀设计课题，在云南高山站寻找一年，无果。后何祚庥、庆承瑞认为该粒子可能是标准模型基态粒子的弱作用激发态，设计大型地下实验再次寻找，无果。